# Acro-Luftspeicherverfahren

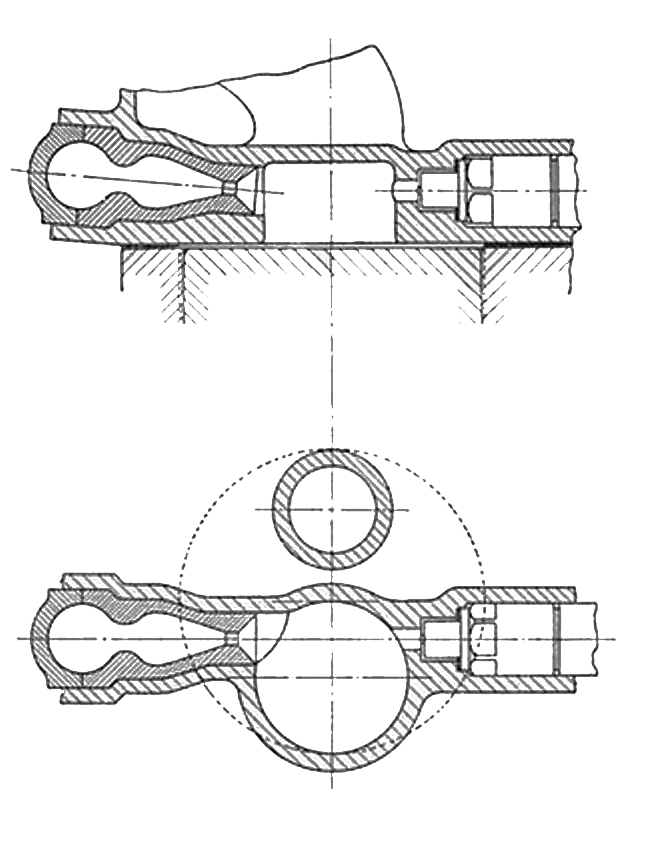
Acro-Luftspeicher-Zeichnung.
Oben: Seitenansicht
Unten: Draufsicht
Luftspeicher links im Bild, Einspritzdüse rechts.

Das Acro-Luftspeicherverfahren ist ein Einspritzverfahren für Dieselmotoren. Entwickelt wurde es in den 1920er-Jahren von Franz Lang  und der schweizerischen Acro AG Küssnacht. Seit 1925 hält Bosch die Patente des Acro-Luftspeicherverfahrens (DRP 52 82 44/1926). Es wird zu den mittelbaren Einspritzverfahren gezählt, da der Kraftstoff zwar in den Brennraum, aber nicht auf den Kolbenboden, sondern vor einen Nebenbrennraum, den sogenannten Luftspeicher eingespritzt wird. Motoren mit Acro-Luftspeicherverfahren haben einen sehr ruhigen Motorenlauf und lassen sich auch bei niedrigen Temperaturen leicht starten. Im Vergleich zu Direkteinspritzern sind jedoch die mögliche Leistung vermindert und der Kraftstoffverbrauch stark erhöht. Sie galten daher schon in den 1970er-Jahren als technisch veraltet. Das Verfahren kam nur für kleinere Motoren mittlerer Belastung in Betracht, bei denen ein hoher Kraftstoffverbrauch tolerierbar ist. Eine gewisse Verbreitung erfuhren Acro-Luftspeichermotoren im amerikanischen Motorenbau.

## Funktionsweise
Es gibt beim Acro-Luftspeicherverfahren einen weiteren Brennraum, den sogenannten Luftspeicher, der im Zylinderdeckel schräg oberhalb des eigentlichen Brennraumes untergebracht und mit dem Hauptbrennraum verbunden ist. Der Kraftstoff wird so vor den Luftspeicher eingespritzt, dass ein Teil des Kraftstoffes in den Hauptbrennraum und der andere Teil in den Luftspeicher gelangt. Die während des Ansaugtaktes in den Brennraum strömende Frischluft wird im Luftspeicher verdichtet und während der Zündung wieder aus dem Luftspeicher hinausgedrückt; dabei ist sie dem Kraftstoffstrahl entgegengerichtet, um so durch die entstehende heftige Gasbewegung die Verwirbelung und damit die Vermischung von Kraftstoff und Luft zu verbessern. Wie bei allen Motoren mit mittelbarer Kraftstoffeinspritzung ist die Brennraumoberfläche im Vergleich zum Motor mit unmittelbarer (direkter) Kraftstoffeinspritzung größer, was in einem größeren Wärmeübergang resultiert, der durch die heftigen Gasbewegungen noch zusätzlich erhöht wird. Dies senkt den Wirkungsgrad des Motors und erhöht so den Kraftstoffverbrauch. Darüber hinaus wird die Verbrennung erst sehr spät beendet und das wirksame Expansionsverhältnis ist verkleinert, wodurch die Leistung vermindert ist.